# Ilısu, Gülnar
Ilısu là một xã thuộc huyện Gülnar, tỉnh Mersin, Thổ Nhĩ Kỳ. Dân số thời điểm năm 2011 là 264 người.